# Пункова скала
Пункова скала (1974 m) е връх в планината Беласица. Погрешно в някои топографски карти е отбелязан като Пунктова скала, име неизвестно сред местното население. Издига се на главното планинско било, западно от връх Конгур и източно от връх Дебело бърдо. Има стръмни скалисти склонове, особено от юг. Пункова скала е с две връхни точки, като западната е по-висока. Изграден е от метаморфни скали. Почвите са кафяви горски. Върхът е обрасъл със субалпийска тревна растителност. По билото му минава държавната граница между България и Гърция. Той е маркиран с гранична пирамида № 27.
Основни изходни пунктове за изкачването на Пункова скала са град Петрич и хижите Беласица и Конгур.